# Adolphe Girod
Léon Adolphe Girod (Les Verrières, 13 agosto 1872 – Saint-Mandé, 5 novembre 1933) è stato un generale, aviatore e politico francese, che fu Deputato all'Assemblea nazionale nella IX, X. XI, XII e XIII Legislatura. Durante i suoi mandati parlamentari fu forte sostenitore dell'adozione e dell'uso da parte dell'Armée de terre di aerei a scopo militare. All'atto della mobilitazione generale del 4 agosto 1914 lasciò la vita politica rientrando in servizio attivo nell'esercito, distinguendosi particolarmente nel corso della battaglia delle frontiere e nella battaglia della Marna. Il 19 settembre 1915 fu nominato Direttore delle Scuole e dei depositi dell'aviazione, creando un'organizzazione che portò, al novembre 1918, alla formazione di 18.600 piloti francesi ed alleati. Nonostante fosse impegnato al fronte, fu Segretario della Camera dei deputati dal 1914 al 1916, Vicepresidente della stessa dal 1915 al 1917, e questore dal 1924 al 1928.

## Biografia
Nacque a Verrières, nel cantone di Neuchâtel (Svizzera), il 13 agosto 1872, figlio di Jean Claude Fortuné e Marie Amélie Belle. Frequentò il Collegio di Pontarlier, e poi Liceo di Besançon, interrompendo gli studi allo morte del padre, avvenuta nel 1890.  Arruolatosi nell'Armée de terre il 17 ottobre 1892 iniziò a frequentare l'École spéciale militaire de Saint-Cyr da cui uscì con il grado di sottotenente assegnato alla fanteria e in forza, a partire dal 1 ottobre 1894, al 98ème Regiment d'Infanterie. 
Fu promosso tenente il 1 ottobre 1896, ma il 3 novembre successivo lasciò l'esercito  per iniziare l'attività di giornalista. Entrato a far parte della redazione del Progrès de Lyon, condusse delicate indagini nei centri di Le Creusot, Montceau-les-Mines, Saint-Étienne e Cluses, scrivendo documentati articoli, e seguì a Rennes il dibattimento della revisione del processo del colonnello Alfred Dreyfus. Collaborò anche ai giornali Petit Parisien, Matin, La France Militaire, L'Air e L'Aviation Française. La sua carriera militare continuò comunque nei ranghi della riserva, promosso primo tenente del 158ème Regiment d'Infanterie il 29 marzo 1897, capitano della riserva il 25 luglio 1903 (16ème RI), e venendo trasferito al 158ème RI il 22 gennaio 1904.
Nel 1903 iniziò ad interessarsi al mondo dell'aviazione, dopo aver seguito i voli dei fratelli Wright, e datosi alla politica, nel 1906 fu eletto deputato all'Assemblea nazionale per il dipartimento di Doubs, militando nel gruppo parlamentare della Gauche radicale. Entrato in confidenza con Clément Ader incominciò ad interessarsi all'uso militare dell'aeroplano, seguendo ed aiutando i costruttori Hanriot e Junod a Pontarlier. Partecipò a vari raduni aerei, tra cui quello tenutosi a Pontarlier il 2 e 3 luglio 1911 ("Grandes Journées d'aviation"), con gli aviatori Auguste Junod, Réne Hanriot e Émile Obré. Volò sull'aereo sperimentale a stabilizzazione automatica Moreau che non era ancora stato messo a punto, e con pilota Adolphe Pégoud, volando su di un Blériot XI si esibì in acrobazie aeree, tra cui il looping, sul canale della Manica. Strenuo difensore dell'aviazione militare in Parlamento, volle dimostrare con il suo esempio le possibilità dell'aeroplano, e con un suo amico, il capitano Joseph-Édouard Barès, effettuò un tour per la Francia su un velivolo Farman. I due percorsero 2.000 km, toccando in particolare Pontarlier, Aix-les-Bains, Chambéry, Lione, Nevers, Tours, Houlgate.
Promosso maggiore del 59ème RI il 23 giugno 1913, in quello stesso anno il costruttore aeronautico Robert Esnault-Pelterie gli mise a sua disposizione, per i suoi viaggi di propaganda, un monoplano turistico pilotato da Molla. Con decreto del 5 marzo 1914, fu nominato membro del Consiglio superiore dell'Aéronautique Militaire, e nel mese di giugno  fu eletto Segretario della Camera dei deputati, riconfermato nell'incarico anche nel 1915 e nel 1916.

### La prima guerra mondiale
Sebbene dispensato dal servizio militare per il suo mandato parlamentare, rientrò in servizio attivo all'atto della mobilitazione generale del 4 agosto 1914. Dal giorno successivo comandò un battaglione di fanteria coloniale impegnato nei combattimenti in Alsazia, e poi fu assegnato in qualità di osservatore al Stato maggiore del VII Corpo d'armata (IVe Armée) operante in Alsazia.
Il 9 settembre 1914 fu assegnato come assistente al servizio aeronautico del Grand Quartier General (GQG), partecipando alla campagna della Marna. Si accorse della deviazione verso est dell'armata del feldmaresciallo Alexander von Kluck, che fu alla base della vittoria della Marna, informandone immediatamente il comandante dell'esercito francese generale Joseph Joffre. Il 19 settembre 1914 fu nominato comandante del 1er Groupe de bombardement (GB 1) sperimentando personalmente le pericolose bombe a ossigeno liquido di Georges Claude. Grazie agli efficaci bombardamenti effettuati dai suoi aerei sui reggimenti di cavalleria tedeschi, contribuì al successo di generale Ferdinand Foch nella cosi detta "corsa al mare", venendo per questo citato all'ordine del giorno dell'Armée du Nord.  Il 12 ottobre divenne comandante del servizio aeronautico del campo trincerato di Parigi, organizzando la difesa aerea della capitale e del dipartimento della Senna dal campo d'aviazione di Le Bourget. 
Il 26 febbraio 1915 il suo velivolo cadde in fiamme, con sei bombe a bordo, da un'altezza di 400 m vicino a Compiègne, ed egli rimase gravemente ferito e ustionato, riprendendo il servizio attivo dopo lunghi mesi di sofferenza. Il 16 maggio venne citato all'Ordine del giorno dell'esercito dal generale Joseph Simon Gallieni. Nel mese di agosto conseguì il brevetto di aviatore, concludendo un addestramento che era iniziato a Buc già nel giugno 1914. Il 19 settembre fu nominato Direttore delle Scuole e dei depositi dell'aviazione, creando un'organizzazione che portò, al novembre 1918, alla formazione di 18.600 piloti francesi ed alleati.  Il 18 aprile 1916 fu promosso tenente colonnello, e il 7 maggio divenne Ispettore generale delle scuole e dei depositi. Promosso colonnello il 25 aprile 1918, dopo la fine del conflitto rimase per un breve periodo in servizio, venendo definitivamente congedato il 21 luglio 1919.
Rieletto deputato il 19 novembre nella lista dell'Union démocratique, fu riconfermato anche nel 1924, rimanendo in parlamento  fino al 1928. Tra il 1922 e il 1929 fu sindaco di Frasne.
Continuò sempre ad interessarsi al mondo dell'aviazione, nominato Ispettore tecnico dell'aviazione dal 27 settembre 1920, continuò a volare presso il 34e Regiment d'aéronautique a Le Bourget e fu nominato generale di brigata della riserva il 24 febbraio 1926. Membro dell'Aero Club de France per venire in soccorso alle vedove e agli orfani dei suoi commilitoni caduti sui campi di battaglia fu tra i fondatori della società "Ailes Brisées", della cassa degli "Héros de l'Air" e dell' "l'Orphelinat de l'Aéronautique". 
Il 1 luglio 1928 fu nominato tesoriere pagatore della Martinica, dove trascorse i successivi cinque anni, fondando un Aero Club a Fort-de-France facendo arrivare personalmente due velivoli dalla Francia. Si spense a Saint-Mandé il 5 novembre 1933.

## Pubblicazioni
- Le Maroc, Evolution économique, financière et politique, 1914.

### Annotazioni
1. ↑  Queste dimissioni seguirono la decisione del Ministro della Guerra di rifiutargli il permesso di sposare la signorina Alexandrine Françoise Balouzet, originaria di Roanne, per una negligenza commerciale commessa dal padre di lei, deceduto nel 1894, circa 13 anni prima.
2. ↑  Nel mese di luglio, appena atterrato sulla spiaggia di Houlgate, parlò al pubblico accorso dell'imminenza di una guerra con la Germania e del ruolo che l'aviazione vi avrebbe ricoperto.
3. ↑  In parlamento ricoprì svariati incarichi: membro della Commissione per la sanità pubblica nel 1910; della Commissione Superiore della Cassa pensione nazionale nel 1915; della Commissione doganale nel 1922, della Commissione mercati e speculazioni nel 1924, e dei programmi elettorali nel 1925 e della Commissione militare di cui divenne segretario, vicepresidente, e poi presidente con 26 voti contro 16 ottenuti da Andrè Maginot.  Fu membro del Consiglio superiore del lavoro, segretario della Camera dei deputati dal 1914 al 1916, vicepresidente della Camera dal 1915 al 1917, e questore della Camera dal 1924 al 1928.

### Fonti
1. 1 2 3 4 5 6 7  Denis Albin.
2. 1 2 3 4 5 6 7 8 9 10 11 12 13 14 15 16 17 18  Frasne.
3. 1 2 3 4  Assemblee Nationale.
4. ↑  Mancini 1936, p. 450.
5. ↑  Sumner 2015, p. 11.
6. ↑  Mancini 1936, p. 73.
7. ↑  Sumner 2015, p. 30.